# Manulea bellidifolia
Manulea bellidifolia är en flenörtsväxtart som beskrevs av George Bentham. Manulea bellidifolia ingår i släktet Manulea och familjen flenörtsväxter. Inga underarter finns listade i Catalogue of Life.